# 加勒茨維爾 (紐約州)
加勒茨維爾（英語：Garrattsville）是位於美國紐約州奧齊戈縣的普查規定居民點。

## 人口
根據2020年美國人口普查的數據，加勒茨維爾的面積為3.69平方千米，皆為陸地。當地共有人口120人，而人口密度為每平方千米32.52人。